# هنري كيربي
هنري كيربي (19 مارس 1889 في المملكة المتحدة - 20 يوليو 1976) (بالإنجليزية: Henry Kirby)‏ هو لاعب كريكت بريطاني (وحمل سابقاً جنسية المملكة المتحدة لبريطانيا العظمى وأيرلندا). لعب مع نادي مقاطعة ساسكس للكركيت ‏.

## وصلات خارجية
- هنري كيربي على موقع إي آس بي آن كريك إنفو (الإنجليزية)